# Sympistis jocelynae
Sympistis jocelynae là một loài bướm đêm thuộc họ Noctuidae. Nó được tìm thấy ở San Juan County, Utah.
Sải cánh dài 32–35 mm. Con trưởng thành bay vào cuối tháng 9.